# Alfred Maury

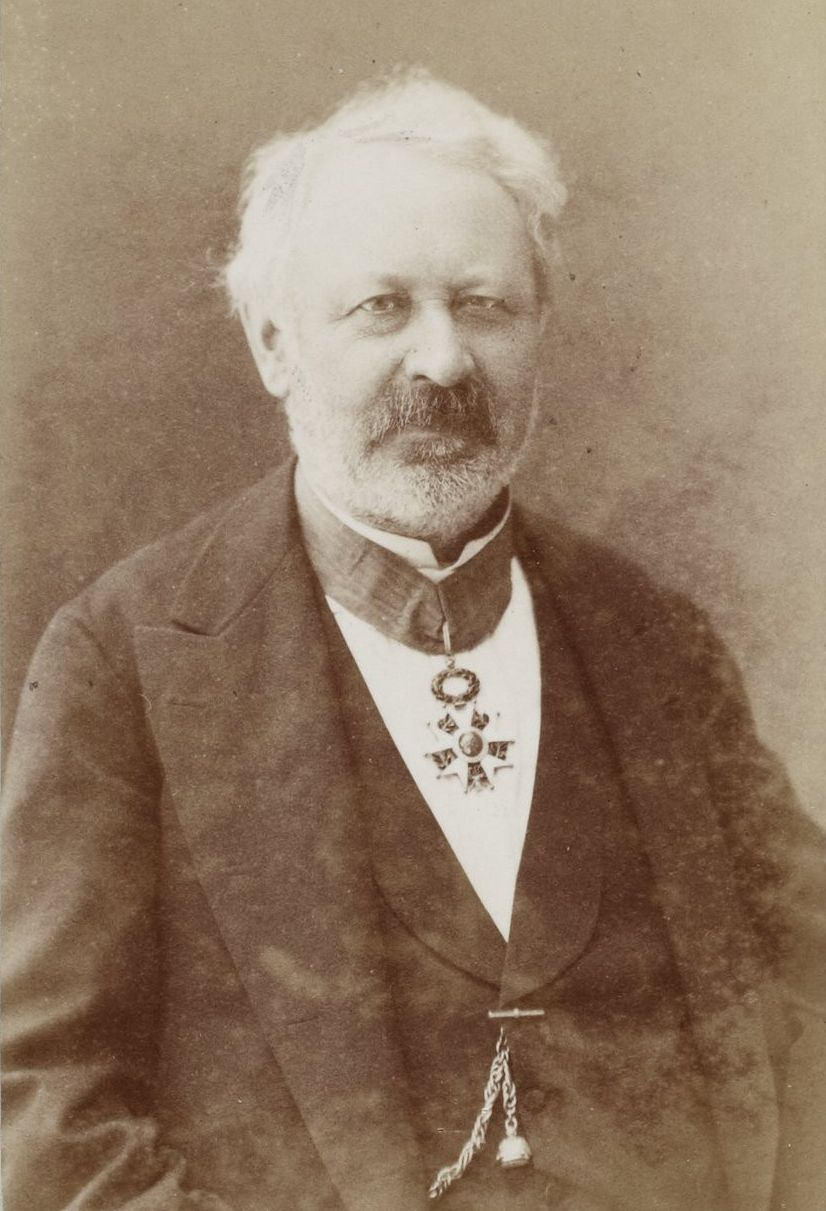

Louis Ferdinand Alfred Maury, född den 23 mars 1817 i Meaux, död den 11 februari 1892 i Paris, var en fransk kulturhistoriker.
Maury blev 1862 professor i historia vid Collège de France och var riksarkivarie 1868-1888, under vilken tid han bland annat räddade arkivet från att förstöras av kommunarderna. Han visade stor och mångsidig lärdom i sina skrifter, bland vilka kan nämnas Essai sur les légendes pieuses du moyen âge (1843), La terre et l'homme (1857; 5:e upplagan 1891), Histoire des religions de la Grèce antique (3 band, 1857-60), La magie et l'astrologie dans l'antiquité et au moyen âge (1860; 4:e upplagan 1877), Le sommeil et les rèves (1861; 4:e upplagan 1877), Croyances et légendes de l'antiquité (1863; senaste upplagan 1896, med Maurys bibliografi) och Les fôrets de la Gaule et de l'ancienne France (1867). Maury lämnade även en mängd bidrag till tidskrifter och redigerade som sekreterare i geografiska sällskapet i Paris under en längre tid dess bulletiner. År 1857 blev Maury ledamot av Institutet.